# Буркитбаев, Алимкул
Алимкул Буркитбаев (каз. Әлімқұл Бүркітбаев, 16 марта 1942, Чуйский район, Фрунзенская область — 24 августа 2003, Алма-Ата) — казахстанский спортсмен, учёный и писатель. Заслуженный тренер Казахстана.

## Биография
Алимкул Буркитбаев воспитывался в детском доме. Происходит из племени Сарыуйсын.
Окончил Бишкекский институт физической культуры, факультет восточной медицины Пекинского университета. Пять раз становился чемпионом Кыргызстана по боксу. Защитил кандидатскую диссертацию на тему спорта и получил звание профессора.
Был заместителем председателя Комитета по делам спорта Жамбылской области, помощником министра образования Казахской ССР, заведующим кафедрой в Казахском педагогическом институте имени Абая. Автор исследовательских работ о Хаджимукане Мунайтпасове и изданий «Мугалим» («Учитель»), «Казахский конный спорт», «Жетимек».